# Маслюков, Леонид Семёнович
Леонид Семёнович Маслюков (1913—1992) — советский артист цирка и эстрады (акробат и эксцентрик), режиссёр, общественный деятель, организатор Всероссийской творческой мастерской эстрадного искусства (ВТМЭИ, 1961, ныне — его имени), Народный артист РСФСР (1974).

## Биография
Родился 30 ноября 1913 года в г. Закаталы Закатальского округа Российской империи (ныне г. Загаталы, Азербайджан) в семье цирковых артистов. Отец — Семён Иванович Маслюков (1891—1947), акробат-прыгун, клоун; мать — Доминика Ивановна Маслюкова (до замужества — Волошина, 1895—1965), акробатка, танцовщица. Братья: Александр (1912—1984) — акробат, музыкант, виртуоз на концертино; Дмитрий (1916—1940) — акробат-прыгун, клоун.
Начал выступать с братьями в цирке Баку в 1919 году, в 1937 году перешёл на эстраду. Работал в дуэте с Т. А. Птицыной (1918—1974; заслуженная артистка РСФСР с 1961).
В годы Великой Отечественной войны артисты находились в блокадном Ленинграде, выступали в составе различных концертно-фронтовых бригад. В 1943 году выступали в концерте для участников Совещания глав правительств трёх держав антигитлеровской коалиции в Тегеране.
Леонид Маслюков работал художественным руководителем Всероссийского гастрольно-концертного объединения (ВГКО), заместителем генерального директора и художественным руководителем Росконцерта (1961—1975). Одновременно был директором и художественным руководителем, а также педагогом ВТМЭИ (1961—1992). В годы работы в ВТМЭИ являлся наставником артистов оригинального жанра, в том числе фокусников.
Умер 5 октября 1992 года в Москве, похоронен на Ваганьковском кладбище (40 участок).
В декабре того же года ВТМЭИ присвоено имя народного артиста РСФСР Л. С. Маслюкова.

## Награды

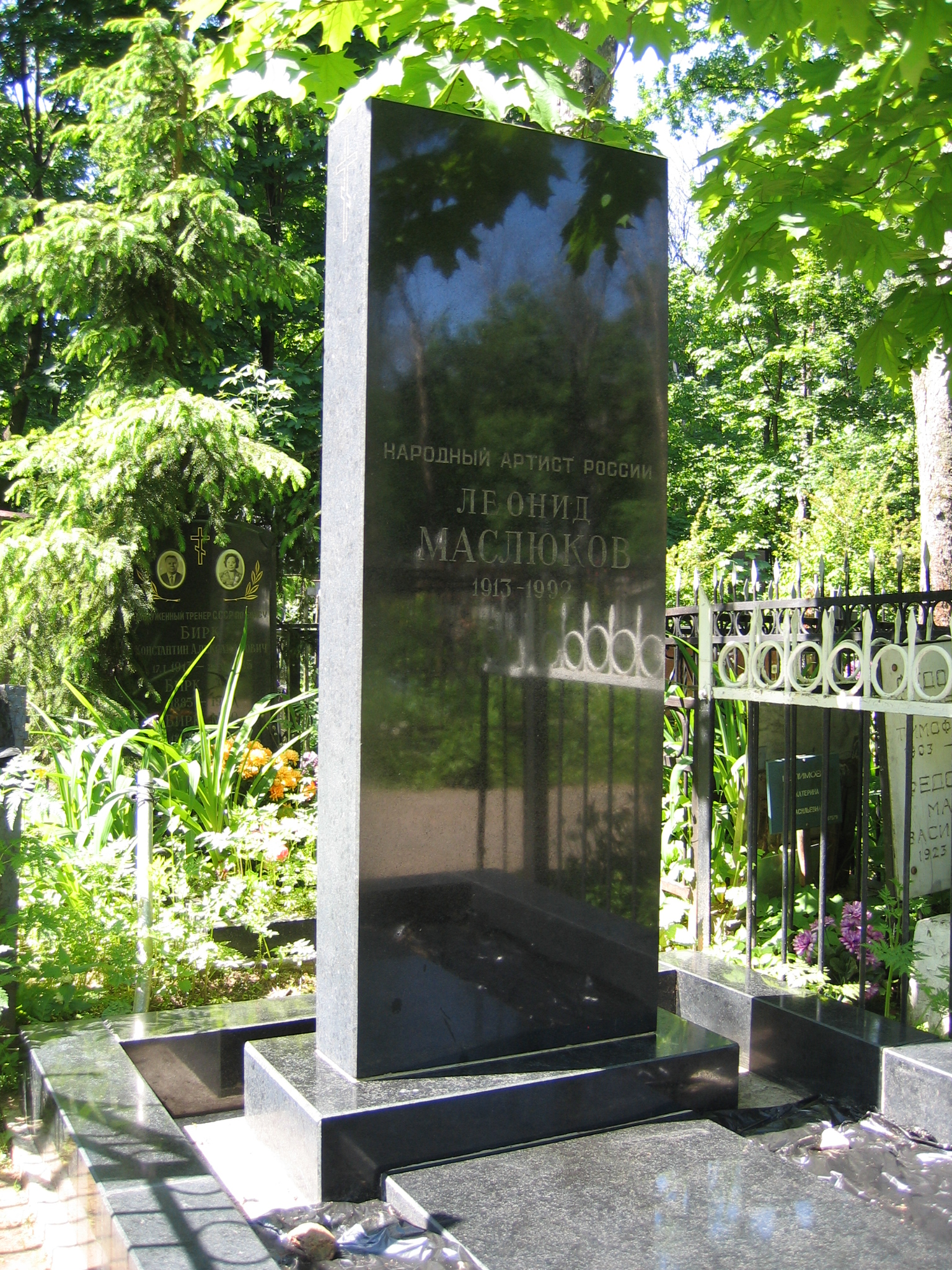
Надгробие на Ваганьковском кладбище

- За самоотверженный труд и мужество в годы войны Л. С. Маслюков был награждён орденом Красной Звезды и медалями: «За оборону Ленинграда», «За победу над Германией», «За доблестный труд в годы Великой Отечественной войны 1941—1945 гг.».
- За заслуги в развитии эстрадного искусства и подготовке артистических кадров Маслюков был награждён орденами Трудового Красного Знамени и Дружбы народов.
- Лауреат II Всесоюзного конкурса артистов эстрады (1946).
- Заслуженный артист РСФСР (1961).
- Народный артист РСФСР (1974).